# Beaufort (queso)
El beaufort es un queso francés producido en Saboya. Su área de producción se extiende por los valles de Beaufortain, de la Tarentaise, de la Maurienne y una parte de Val d'Arly. 
Se benefició de una AOC después de 1968. Este queso de leche cruda forma parte de la familia de los gruyères y se le apoda el «príncipe de los gruyères». De todos los quesos tipo gruyer, el beaufort se distingue por su finura, su untuosidad y su aroma a fruta. 
Se elabora con leche cruda de vaca de raza tarine o abondance. Es un queso de pasta prensada cocida y corteza natural cepillada. Las ruedas de queso pesan de 20 a 70 kg. Se reconocen por su ausencia de agujeros, de manera que la textura resulta bastante cerrada; sólo se permitirán unos leves agujeros de gas y en ocasiones ranuras. Otro rasgo distintivo es su talón cóncavo característico, que resulta de su moldeado en un cerco de madera típico. 
Se fabrican en los pastos alpinos o en un taller cooperativo, la leche entera y cruda se vierte en un caldero de cobre donde cuaja después brassé sur le feu (removido sobre el fuego). Cuando le grain est fait (el grano está hecho), el queso se moldea con una tela de lino y se ciñe con un molde de madera. El período de afinado varía de 5 a más de 12 meses. Las ruedas se salan, frotan y se dan la vuelta dos veces por semana. 
Producción: 4.120 toneladas en 2002 (+15,7% después 1996) son 105 000 ruedas, de las que 11% en granja.
La cuajada es amarillenta y suave; consistencia flexible, firme y grasa. Será más amarillo, cuanto más carotenos y grasa contenga la leche. Tiene un claro aroma a queso de vaca, cremoso, a mantequilla, franco a fruta. El sabor no es amargo sino fino, a avellana; varía el grado de sal.

## Beaufort de pasto alpino
Los beauforts d'alpages (beaufort de pasto alpino) se fabrican exclusivamente en verano, cuando las vacas pacen en las montañas. Tienen una pasta amarilla, bien grasa y llena de sabor. El beaufort de pasto de montaña se fabrica inmediatamente después del ordeño (o sea 2 fabricaciones al día), exclusivamente con leche aún caliente, por supuesto cruda y entera, procedente de una sola y única manada. La fabricación se hace en el chalé del pasto alpino obligatoriamente situado sobre 1500 metros de altitud y según los métodos tradicionales: décaillage manual y trasiego del queso con tela. Se obtiene una textura para fundir. Cuenta un 48% de materia grasa (sobre extracto seco) como mínimo. Su escasez y su calidad justifican su precio. 
El beaufort de pasto alpino se distingue de los beauforts de verano producidos dentro de los talleres permanentes por la presencia sobre su talón cóncavo de una placa de caseína roja (y cuadrada) situada al lado opuesto de la etiqueta azul (óvalo) característica del beaufort. Estas etiquetas (placas de caseínas) son distribuidas por el INAO y certifican que se ha realizado conforme a las normas de producción del AOC Beaufort.
Puede degustarse todo el año a partir de los 5 meses de afinado y hasta los 15 meses. Se puede acompañar armoniosamente con un vin de Savoie (vino de Saboya) o de un Chablis.

## Beaufort de verano
El beaufort de verano se fabrica a partir de leche producida en los pastos de montaña, vuelta a bajar a los valles, para ser transformada por talleres distribuidos en los valles de la zona de AOC. Podrá degustarse durante el invierno, después de 5 meses a 1 año de refinamiento. 

## Beaufort de invierno
Este beaufort se fabrica con la leche de las vacas que han regresado de los pastos alpinos (démontagnées) para pasar el período invernal en los establos de los valles. Los aromas de este queso son algo menos pronunciados que los del beaufort de pasto de montaña o verano, con una pasta más clara, particularidad debida a la menor riqueza de leche debido a la alimentación de vacas esencialmente a base de heno. Se utiliza tradicionalmente para la fondue saboyana, un plato de queso fundido saboyano.

## Denominación de origen
A nivel nacional, en Francia, el Beaufort es reconocido como appellation d'origine contrôlée (AOC) desde 1968. Desde 1996, es una denominación de origen protegida (PDO) ante la Unión Europea. A nivel internacional, cuenta con registro como denominación de origen, conforme al Sistema de Lisboa, ante la Organización Mundial de la Propiedad Intelectual, desde el 1 de julio de 1968.